# Glan (sø)
 For alternative betydninger, se Glan. (Se også artikler, som begynder med Glan)
58°37′24.067″N 15°57′12.679″Ø / 58.62335194°N 15.95352194°Ø
Glan er en sø i det svenske landskap Östergötland i Östergötlands län.
Den ligger nordøst for søen Roxen og vest for Norrköping, og løber ud i Motala ström. Tilløb er Finspångsån og Motala Ström. Glan der har et areal på 79 km² og en maksimaldybde på 23 m. ligger 22 moh. Om sommeren får Glan en relativt høj bundtemperatur, ca. 14 °C. I søen kan man fiske sandart og gedde. Den rødlistede fiskeart asp findes også i søsystemet. Byen Norrköping får hovedparten af sin vandforsyning fra Glan.